# AB3
AB3 (Antenne Belge 3) es una cadena de televisión generalista comercial privada de la Comunidad Francesa de Bélgica.

## Historia
La empresa YTY, perteneciente de forma conjunta a AB Groupe, Groupe TF1 y WB Holding, en 1995 presentó una solicitud de licencia de televisión en la Comunidad Francesa de Bélgica. En agosto de 2000, la empresa Youth Channel Television fue creada oficialmente para convertirse en operadora del nuevo proyecto de televisión. El Gobierno de la Comunidad Francesa de Bélgica concedió la licencia de explotación para una emisora de televisión en marzo de 2001 pero pidió que el nombre en inglés del canal cambiara al francés, entonces se tomó la decisión de renombrarlo a Antenne Belge 3.
El 6 de octubre de 2001 a las 18:30 horas, AB3 comenzó a transmitir en las operadoras de cable en la Comunidad Francesa de Bélgica.
Sus principales competidores en el panorama audiovisual son los canales del grupo RTBF y los del grupo RTL Group.

## Identidad Visual

### Logotipos

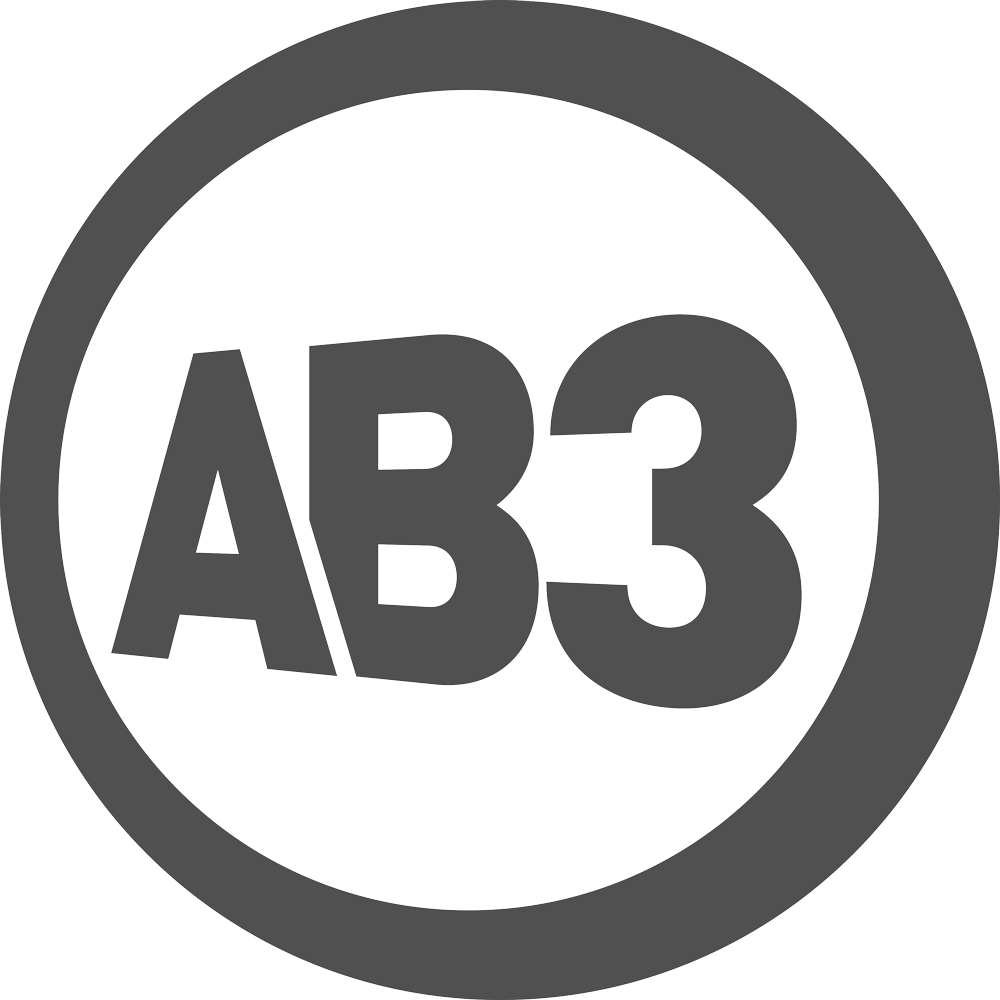
Logotipo de AB3 desde el 2 de febrero de 2015

### Eslóganes
- Actual : « AB3, la nouvelle sensation télé »

## Programación

### Series
Series alemanas
- 112 Unité d'urgence
- Alerte Cobra
- Brigade du crime
- Medicopter
- STF

 Series estadounidenses
- Sept à la maison
- Friends
- Dinotopia, la série
- Gilmore Girls
- Hartley, cœurs à vif
- Docteur Quinn, femme médecin
- Monk
- NCIS : Enquêtes spéciales
- New York, section criminelle
- Urgences
- Les Frères Scott
- FBI : Portés disparus

 Series francesas
- Pep's
- Alex Santana, négociateur
- Braquo
- Cas de divorce
- Clara Sheller
- Diane, femme flic
- Docteur Sylvestre
- Gaston Lagaffe
- H
- Hélène et les Garçons
- Le Jour où tout a basculé
- Le Miracle de l'amour
- Les Filles d'à côté
- Les Mystères de l'amour
- Les Vacances de l'amour
- L'Instit
- Malaterra
- Nos chers voisins
- Premiers Baisers
- Salut Les Musclés
- Samantha Oups !
- Série rose
- Sous Le Soleil
- Une femme d'honneur

 Series canadienses
- Cold Squad, brigade spéciale
- Edgemont

 Series australianas
- All Saints
- Brigade des mers
- Coup de génie
- Pyjama Party
- Summer Bay

 Series británicas
- Demons
- La Fureur dans le sang

 Series españolas
- Un, Dos, Tres

## Organización

### dirigentes
Administradores generales :
- Alain Krzentowski : 2001-2004
- Rolland Berda : desde 2004

Director de programación :
- Philippe Zrihen

Director de información :
- Erik Silance : 2001-2004

### Capital
AB3 es gestionada por BTV S.A., una sociedad conjunta pertenecida por AB Groupe y Groupe TF1 mediante el holding WB Télévision hasta el 99,97 % y Claude Berda un 0,03 %.